# 8739 Morihisa
8739 Morihisa è un asteroide della fascia principale. Scoperto nel 1997, presenta un'orbita caratterizzata da un semiasse maggiore pari a 3,1157785 UA e da un'eccentricità di 0,2507857, inclinata di 4,72795° rispetto all'eclittica.
L'asteroide è dedicato al giapponese Morihisa Suzuki, professore all'Università di Hiroshima.